# Jorkšírský teriér
Jorkšírský teriér, často jako Jorkšír (angl. yorkshire terrier) je plemeno malého vzrůstu řadící se mezi teriéry, které pochází ze Spojeného království, kde bylo využíváno k lovu hlodavců. Dnes je jorkšírský teriér využíván především jako společenský pes (domácí mazlíček), stále si však zachoval původní povahu. Je to ostražitý, temperamentní a inteligentní teriér, pro kterého je typickým vnějším znakem dlouhá, hebká a lesklá srst.

## Historie
Původně patřil ke psům chovaným anglickou chudinou.[zdroj?] V 11. století platil pro poddané v Anglii zákaz lovu a dokonce i zákaz chovu velkých loveckých psů. Z toho důvodu[zdroj?] vyšlechtili skotští horníci z oblasti West Riding v hrabství Yorkshire malého psíka, který uměl chytat krysy a potkany a příležitostně lovil i králíka . Na vzniku jorkšírského teriéra se patrně podíleli nízkonozí skotští teriéři . O jeho dlouhou hedvábnou srst se pravděpodobně zasloužil maltézáček. Původní poslání jorkšírského teriéra nebylo právě lehké. Doprovázel horníky do šachet a v přádelnách působil jako krysař. Angličtí dělníci pořádali pro své psy dokonce i zápasy s krysami. Přerod u jorkšírského teriéra z pracovního ve společenského psa se udál koncem 19. století. Tehdy se stal mazlíčkem dam z vyšší společnosti. Ve všeobecné povědomí vešel na počátku šedesátých let 20. století a dodnes se těší stále rostoucí oblibě . Do svazu Kennel Club bylo toto plemeno poprvé zapsáno v roce 1886. Anglický název jorkšírského teriéra je Yorkshire terrier.

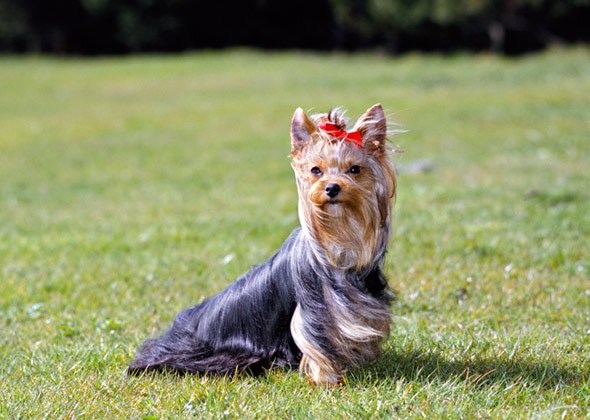

## Popis

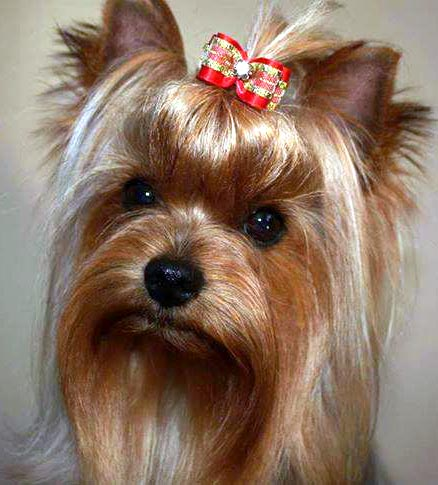

Teriér s dlouhou srstí, jehož srst splývá naprosto rovně a stejnoměrně po obou stranách a je rozdělena pěšinkou od nosu až po špičku ocasu. Na trupu středně dlouhá, dokonale rovná, na hlavě je dlouhá, intenzivního zlatě tříslového odstínu, zbarvení je nejvýraznější po stranách hlavy, v místě nasazení uší a na čenichu, kde musí být velmi dlouhá. Tříslové zbarvení hlavy nesmí dosahovat na krk. V tříslově zbarvených plochách nesmí být v žádném případě přimíchány tmavé či černé chlupy.
Tělo je velmi kompaktní a uhlazené, velmi vzpřímeného držení, budí dojem důležitosti. Maximální povolená hmotnost je do 3200g, ideální váze nejlépe odpovídá výška 20–24 cm. Stavba těla je pevná a krátká. Velmi důležitá je hřbetní linie, která musí zůstat rovná i za chůze. Přední i zadní končetiny jsou rovné a pevné, zadní kolenní kloub musí mít správné zaúhlení, které ovlivňuje pohyb psa, hrudní končetiny jsou pevné, dobře kryté sytě zlatavou srstí, která je tmavší u kořenů než na koncích; toto zbarvení nezasahuje nad lokty. Pánevní končetiny jsou při pohledu zezadu zcela rovné, hlezna nevybočená ani nevbočená. Tlapky jsou uzavřené, přední o něco větší než zadní. Psi se správným pigmentem mají černé drápky. Ocas nesmí být kupírovaný, vždy je nesený vzpřímeně a je úplně osrstěný, nesený je lehce nad úrovní hřbetu.
Hlava je poměrně malá a plochá, čelo nesmí být příliš výrazné, nos je černý. Oči jsou středně velké, tmavé a lesklé, s živým, inteligentním výrazem.[zdroj⁠?!] Poměrně malé uši musí být zcela vztyčené, ve tvaru obráceného V a velikostí odpovídají celkové velikosti psa. Skus by měl být nůžkový, ale někdy je tolerován i skus klešťový. 

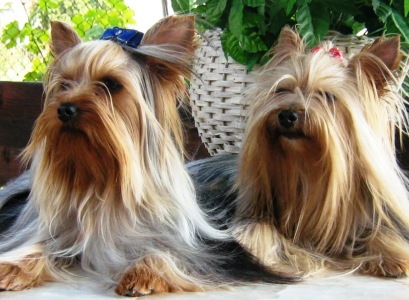
Yokršírský teriér

### Charakteristika a péče
Povahově je jorkšírský teriér velice temperamentní, energický, rázný a nebojácný . I přes svůj malý vzrůst je to ostrý, odvážný a ostražitý pes, projevuje se hlasem a štěkotem. K neznámým lidem se chová poněkud nedůvěřivě a odtažitě, ale vůči svému majiteli je loajální a oddaný. S dětmi si velmi dobře rozumí. Jelikož byl jorkšírský teriér vyšlechtěn chudými tkalci v Anglii, je nutná důsledná a trpělivá výchova. Přestože patří mezi nejmenší psí plemena světa, miluje pohyb a dovádění, a proto je i vhodným účastníkem závodů agility a jiných psích sportů. Pravidelný pohyb a zaměstnání je pro toto plemeno velmi důležité. Jorkšírský teriér je poměrně robustním a odolným plemenem, které není nijak přecitlivělé, nebo přehnaně náchylné k onemocněním. Údržba srsti je však poměrně náročná. Krásná lesklá srst sahající až k zemi, jakou vídáme u výstavních psů, je výsledkem dlouhých hodin péče a vyžaduje mnoho trpělivosti jak od psa, tak od jeho majitele. Základem péče o srst je pravidelné pročesávání a kartáčování. K dosažení co největší délky je třeba srst psa balíčkovat.

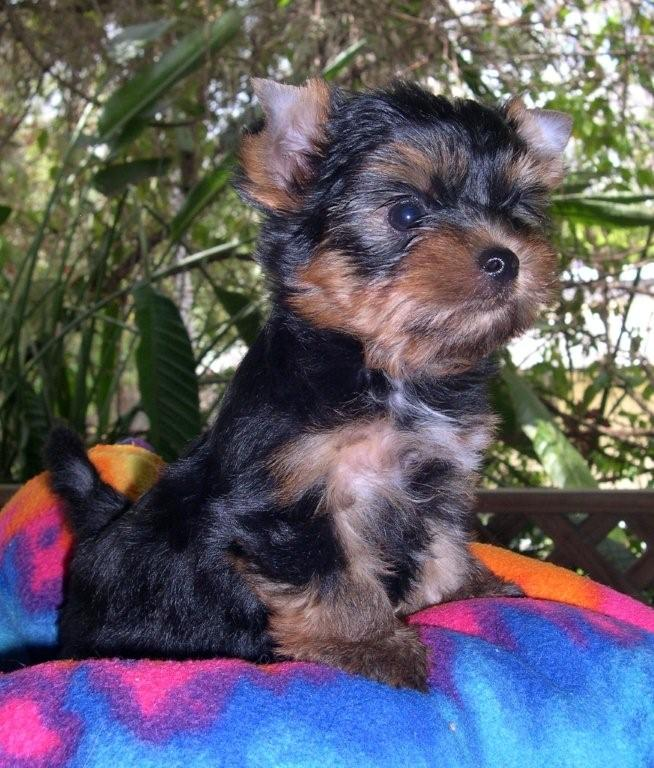
Osmitýdenní štěně

## Chov
V chovu je třeba dbát zvýšené pozornosti zejména pokud jde o správný a plný chrup, případně vady kloubů či srdce nebo jiných orgánů a částí těla. Psi a feny použití v chovu nesmí být agresivní ani bázliví, závažné odchylky od standardu jsou z chovu vylučující. Fena by měla být vždy mírně mohutnější a těžší než pes. Štěňata, kterých ve vrhů nebývá mnoho (v průměru asi 3) se vždy rodí černá. Zlatavé pálení se začíná objevovat až později a také mohou mít na hrudi bílý pásek srsti.

## Zdraví
Jorkšírský teriér je poměrně dlouhověké plemeno a nevyskytují se u něj ve velké míře dědičné choroby. Nejdůležitější je vždy prevence, a to především co se týče infekčních onemocnění. Pravidelné očkování a odčervování by mělo být samozřejmostí. Problémem někdy bývají přetrvávající mléčné zuby, a to jak řezáky, tak i špičáky, což se dá odstranit chirurgickým zákrokem. Častý je i zubní kámen . Hrozí mu obezita 3. stupně, na základě výpočtu BMI (Body mass index).

## Zvláštní nároky
Srst vyžaduje mimořádnou každodenní péči, česání, rozplétání zacuchaných partií, u výstavních jedinců dokonce natáčení na natáčky. V městských bytech je třeba usměrňovat jeho hlasitost.

## Zajímavosti
Yorkšírský teriér je po Čivavě druhým nejmenším psem na světě. Původně byli zástupci tohoto plemene výrazně větší. Nejznámější Yorkšírský teriér 19. století jménem Ben, jenž získal ve své době desítky ocenění na výstavách, vážil celých 5,5 kilogramu. Postupně se však usilovným výběrem drobnějších jedinců docílilo výrazného zmenšení a výsledkem je miniaturní Yorkšírský teriér, jak ho známe dnes.